# Les Moins de seize ans
Les Moins de seize ans ("Os menores de dezesseis anos") é um ensaio do escritor francês Gabriel Matzneff, publicado em 1974 na coleção Idée fixe da editorial Julliard. A peça, na qual o autor exalta as relações amorosas com adolescentes, foi motivo de escândalo na França por causa do seu enfoque transgressor da pederastia.

## Conteúdo
Em Les Moins de seize ans Gabriel Matzneff enaltece as relações amorosas com adolescentes de ambos os sexos e protesta contra a ordem moral da sociedade occidental que condena e percebe a pederastia como un fato violento e destrutivo. Manifestando abertamente a sua preferência para adolescentes, tanto masculinos quanto femininos.